# Andreas Brantelid
Andreas Brantelid (Copenaghen, 8 ottobre 1987) è un violoncellista svedese, nato e cresciuto in Danimarca.

## Biografia
Ha iniziato a quattro anni lo studio del violoncello, con il padre, Ingemar. Ha debuttato in concerto all'età di 14 anni, eseguendo il Concerto per violoncello di Edward Elgar con l'Orchestra Reale Danese
. Nel 2006 ha vinto il concorso Eurovision Young Musicians, in rappresentanza della Svezia, e l'anno successivo è stato nominato DR Kunstner 2007 (Artista dell'Anno). Nel 2009, Brantelid ha ricevuto il "Crown Prince Couple's Awards" danese e nel 2015 ha ricevuto il Gran Premio musicale danese Carl Nielsen Prize.
Ha suonato con un gran numero di orchestre internazionali come la London Philharmonic Orchestra, la BBC Symphony Orchestra, l'Orchestra Sinfonica di Seattle, la Berlin Radio Symphony Orchestra, l'Orchestre des Champs-Élysées, e con tutte le più prestigiose orchestre del Nord Europa. Ha lavorato con molti illustri direttori tra cui Andris Nelsons, Esa-Pekka Salonen, Philippe Herreweghe, Vasily Petrenko, Thomas Dausgaard, Pablo Heras-Casado, Andrew Manze e Heinrich Schiff. Ha anche collaborato con artisti come Daniel Barenboim, Gidon Kremer, Joshua Bell, Vadim Repin
Andreas Brantelid è stato un artista "Junge Wilde" presso la Konzerthaus Dortmund dal 2012 al 2015.
Suona lo Stradivari "Boni-Hegar" del 1707, che gli è stato messo a disposizione dal generoso supporto del collezionista d'arte norvegese Christen Sveaas.